# Ян Міхалович
Ян Міхалович з Ужендува (пол. Jan Michałowicz z Urzędowa; близько 1530, правдоподібно, Ужендув — близько 1583, направдоподібніше, Лович) — польський скульптор і архітектор епохи Відродження.

## Життєпис
Правдоподібно, народився в місті Ужендуві близько 1530 року. Мав молодшого брата Марека. 
Правдоподібно, його учителями були Джованні Марія Падовано (Моска) або Джованні Чіні. Уперше був згаданий у втраченій так званій «дутці» краківського цеху мулярів при спробі вступу до групи майстрів 1570 року. 16 березня 1571 прийняв краківське міське право. Того ж року придбав дім, званий як «Журовський» (пол. Żurowski). Не будучи королівським «сервітором», змушений шукати інших упливових покровителів: правдоподібно, ним був познанський архідиякон та краківський канонік Марцін Іздбенський (пол. Marcin Izdbieński). Очевидно, Ян Міхалович помер близько 1583 року, направдоподібніше, в місті Ловичі.
Дружина — Дорота. Їх сином був Александер (?—не пізніше 1597) — також скульптор, який навчався у батька; його дружиною стала Агнешка, донька Анджея і Анни Мйончинських.
Мав багатьох учнів: зокрема, з одним із них (Ян Бялий) можна пов'язати певні роботи.

## Роботи
В архівах не має жодної звістки про його роботи. Вони відомі тому, що підписував їх, вказуючи при цьому ім'я, прізвище, місце походження, одного разу дату, іноді гмерк. Частину робіт можна його на підставі порівняльного аналізу. В основному до наших днів у своїй первинній формі вони не збереглися, оскільки підпадали під різні зміни та перебудови.
- Надгробок єпископа Бенедикта Іздбенського (пол. Benedykt Izdbieński) в познанській катедрі
- Перебудова каплиці святих Косьми і Дем'яна на гробницю єпископа Анджея Зебжидовського в катедрі на Вавелі
- Портал римо-католицької капітульної кам'яниці у Кракові
- Надгробок Уршулі з Мацейовських Леженської у Бжезінах
- Перебудова каплиці Ружиців на гробницю єпископа Філіпа Падневського в катедрі на Вавелі
- Портал кам'яниці на вулиці Флоріанській, 3 у Кракові

### Приписувані
- надгробок в костелі с. Хробеж померлого 6 квітня 1568 року Яна Станіслава Тарновського і похованого тут.[2]